# 法拉盛鎮區 (密歇根州)
法拉盛鎮區（英語：Flushing Township）是位於美國密歇根州傑納西縣的一個特設鎮區。

## 地方資料
法拉盛鎮區的面積為80.30平方千米，當中陸地面積為79.90平方千米，而水域面積為0.40平方千米。根據2020年美國人口普查的數據，當地共有人口10701人，而人口密度為每平方千米133.26人。